# Vitus Recke

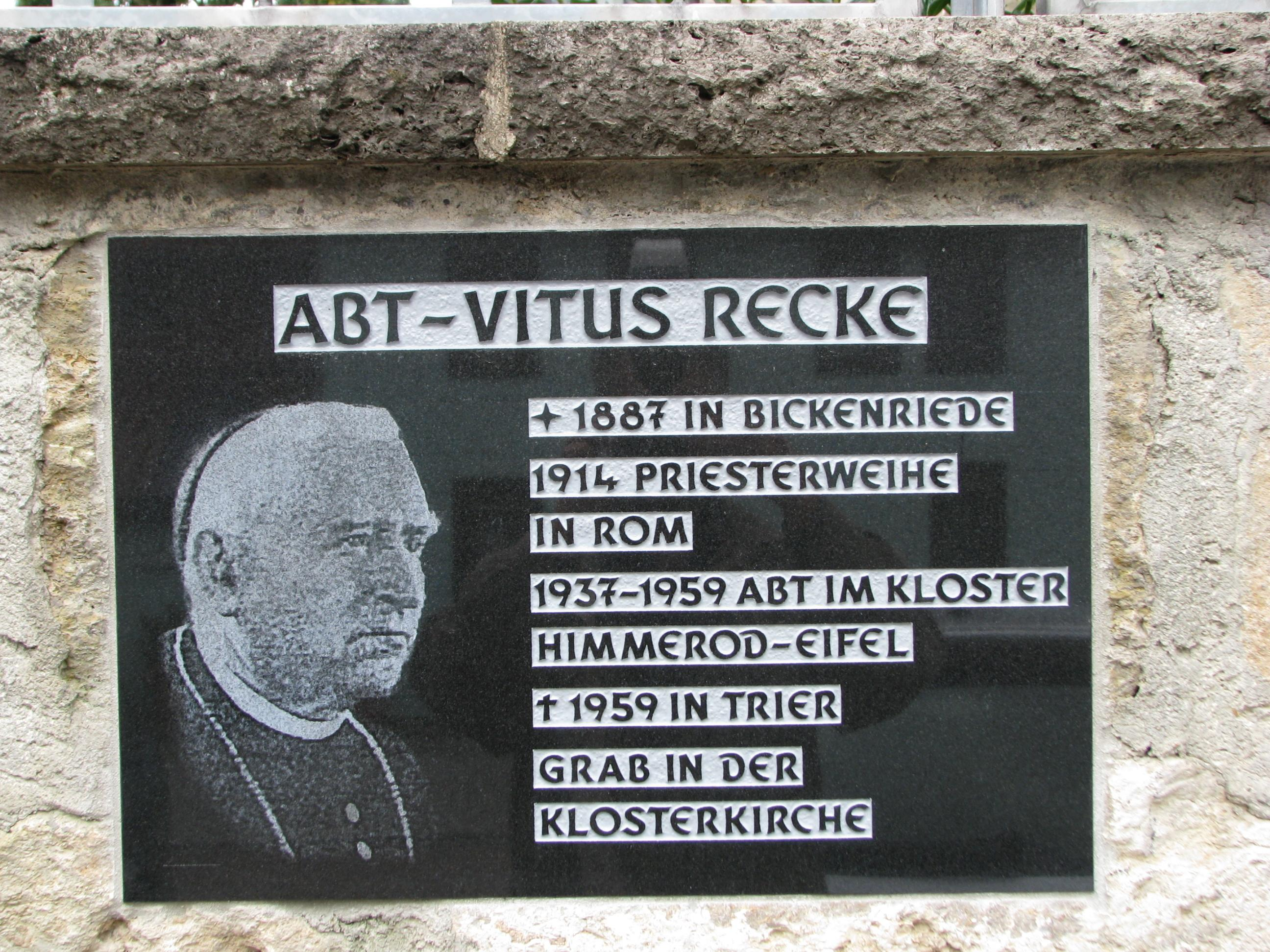
Gedenktafel für Vitus Recke in seinem Geburtsort Bickenriede

Vitus Recke OCR / OCist (* 14. November 1887 in Bickenriede; † 18. Januar 1959 in Trier) war ein katholischer Geistlicher und Abt des Klosters Himmerod.

## Leben
Valentin Recke trat in die Trappistenabtei Mariastern (Marija-Zvijezda) in Banjaluka (Bosnien) ein, nahm bei der Einkleidung den Ordensnamen Vitus an, legte am 18. Juni 1905 die Profess ab, absolvierte in Rom seine theologischen Studien und wurde am 19. April 1914 zum Priester geweiht. Während des Ersten Weltkriegs diente er als Feldgeistlicher. Da er als Deutscher nach dem Krieg nicht in sein jetzt zu Jugoslawien gehörendes altes Kloster zurückkehren konnte, beteiligte er sich 1922 mit anderen Mönchen aus Mariastern an der Wiederbelebung des klösterlichen Lebens in der zerstörten Zisterzienserabtei Himmerod und am Wiederaufbau des Klosters. Er wurde zunächst Prior und am 5. Januar 1937 als Nachfolger von Karl Münz zum Abt des Klosters gewählt. Die Benediktion erhielt er am 2. Februar durch Franz Rudolf Bornewasser. Unter seiner Leitung fand 1938 das 800-jährige Jubiläum der Klostergründung statt. 1953 legte er den Grundstein zum Wiederaufbau der barocken Klosterkirche, die aber erst nach seinem Tod geweiht werden konnte.